# Хосе Луїс Родрігес
Хосе Луїс Родрігес (ісп. José Luis Rodríguez Bebanz; нар. 14 березня 1997, Канелонес) — уругвайський футболіст, захисник бразильського клубу «Васко да Гама».
Чемпіон Уругваю.

## Клубна кар'єра
Народився 14 березня 1997 року в місті Канелонес. Вихованець футбольної школи клубу «Данубіо». Дорослу футбольну кар'єру розпочав 2016 року в основній команді того ж клубу, в якій провів три сезони, взявши участь у 62 матчах чемпіонату. Більшість часу, проведеного у складі «Данубіо», був основним гравцем захисту команди.
Згодом з 2019 по 2021 рік грав у складі команд «Расінг» (Авельянеда), «Данубіо» та «Фенікс».
До складу клубу «Насіунал» приєднався у січні 2022 року.
4 січня 2023 року підписав контракт з бразильським «Васко да Гама».

## Виступи за збірну
Протягом 2015—2017 років залучався до складу молодіжної збірної Уругваю. На молодіжному рівні зіграв у 29 офіційних матчах, забив 2 голи.
Був викликаний до складу національної збірної Уругваю на чемпіонат світу в Катарі.

## Титули і досягнення
- Чемпіон Уругваю (1):

«Насьйональ»: 2022